# Селевк (сын Антиоха VII)
Селевк (др.-греч. Σέλευκος) — царевич государства Селевкидов. Сын царя Антиоха VII Сидета и его жены Клеопатры Теи, полнородный брат царя Антиоха IX Кизикена. Предполагается, что после смерти отца во время восточного похода, на некоторое время, возглавил государство, но был схвачен парфянами и пребывал заложником. Существует популярная гипотеза, которая отождествляет его с царём Селевком V, сыном Деметрия II.

## Биография
Селевк был сыном царя государства Селевкидов Антиоха VII Сидета и египетской царевны Клеопатры Теи. В том же браке родились два мальчика по имени Антиох и две девочки с именем Лаодика. Все они, кроме будущего царя Антиоха IX, умерли в детстве от болезней. Лексикограф Уильям Смит называл Селевка вторым сыном Антиоха VII и старшим братом Антиоха IX.
Французский историк Огюст Буше-Леклерк отмечал, что у супругов родилось довольно много детей за недолгое правление Антиоха VII, и предполагал, что античный историк Евсевий Кесарийский мог смешать детей Антиоха VII с детьми Клеопатры Теи от предыдущего брака с Деметрием II Никатором. В частности, Буше-Леклерк предположил тождество Селевка, сына Деметрия II, с Селевком, сыном Антиоха VII. Немецкий историк Феликс Штелин называл данную гипотезу правдоподобной. Исследователь античной генеалогии Крис Беннетт заметил, что, хотя эта версия принята большинством историков, она, по сути, лишь самая простая из возможных.
Во время восточного похода Антиоха VII (131—129 г. до н. э.) его дети находились при нём. После поражения и гибели Антиоха VII Селевк с сестрой был схвачен парфянами и некоторое время провёл в плену. Это основано на свидетельствах Посидония в передаче Афинея Навкратийского, согласно которым, некий царь Селевк воевал с парфянами и попал в плен, где с ним обращались по-царски, и на свидетельствах Евсевия Кесарийского о пребывании в плену Селевка, сына Антиоха VII. Однако эти интерпретации не являются общепризнанными. В конце XIX века историки Перси Гарднер и Александр Каннингем выдвинули версию, что Посидоний рассказывал о походе Селевка II Каллиника. Крис Беннет предполагал, что Евсевий Кесарийский мог ошибиться в имени и рассказывал о Деметрии II, который действительно долгое время провёл в парфянском плену.
По мнению историка Джона Грэйнджера, Селевк стал на короткое время царём после гибели Антиоха VII, но был вскоре схвачен парфянами и провёл в плену долгие годы. По подсчётам историка, мальчику на момент воцарения должно было быть меньше 10 лет. Уильям Смит отмечал, что нет никаких сведений, что Селевк когда-либо получил свободу.